# Epistaksa
Epistaksa je naziv za krvarenje iz nosa. Razlikujemo prednje i stražnje krvarenje iz nosa, ovisno o tome slijeva li se krv iz nosnica ili u ždrijelo.    
Rijetko, krvarenje iz nosa može se manifestirati istjecanjem krvi kroz nazolakrimalni vod, prema gore, do oka. 
Epistaksa može biti potpuno bezazlena pojava, ali i stanje koje ugoržava život i zahtjeva hitnu intervenciju.

## Etiologija
Epistaksa može biti uzrokovana mnogim patološkim stanjima, iako se veliki dio krvarenje iz nosa javlja bez neke poznate patološke podloge, što se naziva spontano (habitualno) krvarenje. Uzroke krvarenju iz nosa možemo podijeliti u dvije kategorije: 
- lokalni uzroci, kao što su: trauma nosa, razna mehanička oštečenja sluznice nosa, krvareći polip ili zloćudni tumor nosa.
- opći uzroci, kada može biti simptom nekih sustavnih bolesti kao što su: von Willebrandova bolest,hipertenzija, anemija ili zarazne bolesti gornjih dišnih puteva.

## Liječenje
Liječenje krvarenja iz nosa ovisi o težini stanja bolesnika i težini krvarenja, pa može obuhvaćati jednostavne postupke, kao što su: izravni pritisak na nosnice, lokalne zahvate kauterizacije ili tamponade, do kirurškog liječenja podvezivanjem krvnih žila. 
|  | Molimo pročitajte upozorenje o korištenju medicinskih informacija. Ne provodite liječenje bez savjetovanja s liječnikom! |